# Sakaguchi Kōichi
Sakaguchi Koichi (坂口 候一 Sakaguchi Kōichi, Phản Khẩu Hậu Nhất) (sinh 10 tháng 2, chưa rõ năm sinh) là một seiyū người Nhật Bản. Anh là hội viên của 81 Produce.

## Vai lồng tiếng

### Hoạt hình
- .hack//Legend of the Twilight (Grunty shop owner)
- Ah! My Goddess (Truck driver (ep.6))
- Ah! My Goddess: The Movie (Kawada)
- Ai Yori Aoshi (Tanaka)
- Area 88 (Enemy Controller (ep.2))
- Bobobo-bo Bo-bobo (Eldest Dynamite Brother (ep.3))
- Boogiepop Phantom (Teacher A (ep.7))
- D.Gray-man (Toma)
- Daphne in the Brilliant Blue (Davis)
- Dual! Parallel Trouble Adventure (Male Operator, Toshihiko Izawa)
- Duel Masters (Mikuni)
- Fullmetal Alchemist (Man with sunglasses (ep.5), Master (ep.35), Slicer (Younger Brother))
- Gintama (Prince Hata (recurring), Amanto (ep.5), Crew Cut Boss (ep.4), Father (ep.13), Hata-miko, Jaijen (ep.11-12); Kin'ya (ep.14), Nojima (ep.21), Tamo-san; Driving instructor (ep.72)
- Gintama (OVA) (Prince Hata)
- Glass Mask (TV 2005) (Taichi Hotta)
- Hamtaro (Yumiko's Father)
- Hokuto no Ken - Raoh Gaiden Junai-hen (Leader)
- Jing: King of Bandits (Crash d'Ice (ep.11, 12, 13)
- Kaikan Phrase (Director (ep.32), Black suit (ep.33), Producer (ep.38))
- Kirarin Revolution (TanTan)
- Madlax (Friend)
- MÄR (Edward)
- MegaMan NT Warrior (Napalmman)
- My-HiME (Mochizuki (ep.17), Sawada (ep.4,5))
- Nightwalker (Anonymous Man (ep.4), Criminal (ep.3))
- Noir (Dupois, Loshuman, Renoir)
- Nurse Witch Komugi (OVA) (Director (ep.1))
- Parappa the Rapper (Monster (ep.12))
- Petite Princess Yucie (Guard (ep.1,6))
- Pokémon (Arbok, Ekans, others)
- Pokémon Heroes - Latias & Latios (Lyon's Ariados)
- Pokémon Ranger and the Temple of the Sea (Lovecus)
- Pokémon: Lucario and the Mystery of Mew (Hellgar)
- Sci-Fi Harry (OVA) (Chris)
- Soul Eater (Jack the Ripper)
- Space Pirate Captain Herlock: The Endless Odyssey/Outside Legend (OVA) (Operator)
- Yomigaeru Sora - Rescue Wings (Akihiro Yamaguchi (ep.8,9))

### Game
- Atelier Iris: Eternal Mana (Delsus)
- Castlevania Judgment (Death)
- Final Fantasy X (Cid, Kelk Ronso)
- Final Fantasy X-2 (Cid)

### Đóng phim
- Hyakujuu Sentai Gaoranger: Duke Org Yabaiba (lồng tiếng)
- GoGo Sentai Boukenger: Akuagami (lồng tiếng)
- Juuken Sentai Gekiranger: Moriya (lồng tiếng)
- Kamen Rider Den-O: Claw-Hand Mole Imagin (lồng tiếng)